# Плотицын, Виктор Николаевич
Ви́ктор Никола́евич Плоти́цын (род. 5 октября 1952, Николаевск-на-Амуре, Хабаровский край) — российский (советский) поэт и писатель.

## Биография
Окончил Дальневосточный государственный университет (специальность — русский язык и литература), служил в армии (1974—1976). После окончания аспирантуры в Ленинградском государственном университете защитил кандидатскую диссертацию «Новая лексика иноязычного происхождения в современном русском литературном языке» (1983). Работал преподавателем университета и научным сотрудником ЛО ИЯ АН СССР. С 1990 года — на литературной работе.
Редактор всероссийского юмористического журнала «Вокруг смеха». Печатался в различных газетах и журналах: «Литературная газета», «Крокодил», «Комсомольская правда», «Работница», «Московские ведомости», «Крестьянка» и других. Автор сюжетов для киножурнала «Фитиль».
Автор текстов либо текстов и музыки около 90 песен, в том числе нескольких вошедших в репертуар Эдиты Пьехи, а также хита Филиппа Киркорова «Зайка моя».
Живёт в Петергофе.

## Награды
Неоднократный победитель литературных и песенных конкурсов и фестивалей:
- Дважды лауреат Всероссийского конкурса «Песня года» (в 1994 году — за стихи песни «Всё, что было» Эдиты Пьехи, в 1996 году — за стихи песни «Зайка моя» Филиппа Киркорова).
- Лауреат премии «Золотой телёнок» «Литературной газеты» (2004 г.).

## Сочинения
Выпустил три книги:
- «Держи хвост морковкой». Саров, 2000.
- «Зайка моя». СПб., 2005.
- «Чёрным по жёлтому». М.; СПб., 2008.